# Philipp Jaffé
Philipp Jaffé (17. februar 1819 i Posen - 3. april 1870) var en tysk historiker.
Som elev ved Rankes historiske seminar i Berlin var han måske mere end nogen anden påvirket af sin lærers kritiske sans, og ægget af en stor produktionslyst vandt han allerede 1843 universitetet pris for sin Geschichte des deutschen Reiches unter Lothar dem Sachsen (1843), der hurtig efterfulgtes af Geschichte des deutschen Reiches unter Konrad III (1845), begge arbejder, der er byggede på et indtrængende kildestudium og skrevne med den største objektivitet.
I 1851 udkom hans hovedværk Regesta pontificum Romanorum ad annum 1198 (1851, 2. udgave 1885-88), en med uhyre flid og udmærket dygtighed udarbejdet fortegnelse over de ældste bevarede pavebreve. Han havde vundet sig et anset navn, men som jøde var han udelukket fra den akademiske lærervirksomhed, og med den ham egne jernflid studerede han nu i flere år medicin, indtil han endelig 1854 ansattes ved det store udgiverforetagende Monumenta Germaniæ Historica.
På grund af strid med selskabets leder forlod han imidlertid 1863 denne stilling, hvortil han var skikket som få. Som den første jøde i Preussen var han 1862 blevet udnævnt til ekstraordinær professor i historie i Berlin og fortsatte nu sin kritiske virksomhed ved udgivelsen af den fortrinlige kildesamling Bibliotheca rerum Germanicarum (6 bind, 1864—1872). Jaffé, der heri viste sig som sin tids skarpsindigste palæograf og udgiver, led imidlertid under en stærk melankoli, som hans intense arbejde ikke kunde dæmpe, og berøvede sig til slut livet ved selvmord.